# رزماری مورای
رزماری مورای (انگلیسی: Rosemary Murray؛ زاده ۲۸ ژوئیهٔ ۱۹۱۳ درگذشته ۷ اکتبر ۲۰۰۴) یک سیاست‌مدار بود. او در تأسیس نیو هال، کمبریج، که اکنون کالج موری ادواردز، کمبریج است، نقش بسزایی داشت و اولین زنی بود که سمت معاونت دانشگاه کمبریج را برعهده گرفت.